# Mallorca
Mallorca je najveći otok u Španjolskoj. Nalazi se u Sredozemnom moru i dio je arhipelaga Balearskih otoka (katalonski: Illes Balears, španjolski: Islas Baleares). Kao i drugi Balearski otoci (Ibiza,  Formentera i Menorca) otok je popularno turističko odredište. Od šezdesetih godina 20. stoljeća postala je sinonim za masovni turizam. Ime potječe od latinskoga insula maior, "veliki otok"; kasnije Maiorca.
Glavni grad otoka, Palma de Mallorca, istodobno je i glavni grad autonomne pokrajine Balearski otoci. Himna Mallorce je La Balangera.

## Povijest

### Osnivanje Mallorce
Mallorca je bila nastanjena od prapovijesnih vremena. Otkriveni su grobovi i tragovi naselja iz paleolitskog doba (6000. – 4000. pr. Kr.). Rimljani su je osvojili 123. godine pr. Kr. pod vodstvom Kvinta Cecilija Metela. Otok je pod rimskom vladavinom procvjetao, a u to vrijeme su osnovani gradovi Pollentia (Alcudia) i Palmaria (Palma de Mallorca). Na otoku je razvijano maslinarstvo i vinogradarstvo, a proizvodila se i sol. Mallorcanski vojnici su bili cijenjeni u rimskim legijama zbog svoje vojne vještine.
Vandali su otok opustošili 426., a svome ga carstvu pripojili 465. godine. Godine 534. Mallorcu je osvojio Bizant i upravljao njome kao dijelom provincije Sardinije. Pod bizantskom je vlašću podignut veći broj crkava. 
Od 707. otok neprestano napadaju muslimani iz Sjeverne Afrike, a 902. godine Kalifat Córdoba osvaja Mallorcu, donijevši joj novo razdoblje prosperiteta. Kad je kalifat bio na vrhuncu, Mauri su unaprijedili poljoprivredu navodnjavanjem, a razvili su i lokalne zanate. Pošto se kalifat 1015. raspao, započela je era nazadovanja. Mallorca je došla pod upravu vladara Denija, a od 1087. do 1114. bila je neovisna. Međutim, jedna je ekspedicija iz Pise i Katalonije 1114. osvojila otok i držala Palmu pod opsadom 8 mjeseci. Kad je grad pao, osvajači su se povukli, a zamijenili su ih Almoravidi iz Sjeverne Afrike, koji su vladali do 1203. godine. Almoravide je istjerala dinastija Almohada koji su vladali do 1229. Iskoristivši konfuziju i nerede, kralj Jakov I. Aragonski izveo je invaziju s 15.000 vojnika i 1.500 konja i poslije tromjesečnog vojnog pohoda pripojio otok Aragonskoj kruni.
Poslije smrti Jakova I. godine 1276. njegovi su sinovi podijelili kraljevstvo. Jakov II. postao je kralj nove Kraljevine Mallorce. Godine 1344. kralj Petar IV. Aragonski osvojio je i vratio otok kruni.
Od 1479. aragonska se kruna brakom između Fernanda Aragonskog i Izabele od Kastilje ujedninila s Krunom Kastilje. U ranom 18. stoljeću Rat za španjolsko naslijeđe okončan je ujedinjenjem španjolske monarhije. Godine 1716. Dekretom iz Nueva Plante Mallorca je postala dio španjolske provincije Baleari, koja odgovara današnjim Balearskim otocima.

### Palma
Glavni grad Mallorce, Palma, osnovan je kao rimski logor nazvan Palamaria na ostacima talajotskog naselja. U burnoj povijesti grad su nekoliko puta pustošili Vandali u vrijeme pada Rimskog Carstva. Kasnije ga osvaja Bizant, koloniziraju Mauri (koji su ga nazvali Medina Mayurqa), a konačno ga je ustanovio Jakov I. Osvajač. Godine 1983. Palma je postala glavni grad autonomne pokrajine Balearski otoci.

### 20. stoljeće i danas
Od pedesetih godina 20. stoljeća uspon masovnog turizma radikalno je promijenio fizionomiju i grada i otoka, pretvorivši ga u privlačno središte za strane turiste i za radnike iz kontinentalne Španjolske. To je doprinijelo velikim promjenama u tradiciji, sociolingvističkoj mapi, urbanizaciji i kupovnoj moći. Zahvaljujući turizmu Palma je značajno napredovala. Godine 1960. Mallorca je imala 500.000 posjetitelja, dok je 1997. imala 6.739.700. Godine 2001., više od 19.200.000 putnika prošlo je kroz zračnu luku Son Sant Joan u Palmi, uz dodatnih 1,5 milijuna koji su došli morem.
U 21. stoljeću plan urbanog razvoja, tzv. Pla Mirall ("Plan ogledalo"), privukao je veliki broj radnika imigranata izvan Europske unije, naročito iz Afrike i Južne Amerike.
Lokalne novine Diario de Mallorca objavile su 14. studenog 2005. tvrdnje da je CIA koristila zračnu luku na otoku za program tajnog prijevoza osumnjičenih za terorizam.

## Zemljopis
Mallorca ima dvije planinske regije od kojih su obje dugačke oko 70 km. Nalaze se na sjeverozapadu (Serra de Tramuntana ili Tramuntana) i na istočnoj trećini otoka. Najviši vrh na Mallorci je Puig Major (1.445 m) na Serra de Tramuntani. Na njemu se nalazi vojno područje, a obližnji vrh Puig de Masanella je najviši dostupni vrh (1.364 m). Na sjeveroistočnoj obali nalaze se dva zaljeva: Badia de Pollença i veći Badia d'Alcúdia. Sjeverna obala je uglavnom strma i ima mnogo grebena. Središnje područja koja se širi oko Palme plodna je ravnica poznata kao Es Pla.
Klima je mediteranska, s više padalina na Serra de Tramuntana. U ravnici su ljeta topla, zime umjerene do hladne, a najhladnije su na planini Tramuntai; u ovom dijelu otoka nisu neuobičajene snježne padaline tijekom zime.
Pored otoka se nalaze dva mala nenastanjena otoka: Cabrera (jugoistočno od Palme) i Dragonera (zapadno od Palme).

## Uprava
Otok je administrativno podjeljen na:
| - Alaró - Alcúdia - Algaida - Andratx - Ariany - Artà - Banyalbufar - Binissalem - Búger - Bunyola - Calvià - Campanet - Campos - Capdepera - Consell - Costitx - Deià - Escorca | - Esporles - Estellencs - Felanitx - Fornalutx - Inca - Lloret de Vistalegre - Lloseta - Llubí - Llucmajor - Manacor - Mancor de la Vall - Maria de la Salut - Marratxí - Montuïri - Muro - Palma - Petra - sa Pobla | - Pollença - Porreres - Puigpunyent - Santa Eugènia - Santa Margalida - Santa María del Camí - Santanyí - Sant Joan - Sant Llorenç des Cardassar - Selva - Sencelles - Ses Salines - Sineu - Sóller - Son Servera - Valldemossa - Vilafranca de Bonany |